# Armophorea
Az Armophorea a csillósok Intramacronucleata kládjának csoportja. Először 2004-ben írták le 3 rendje a Metopida, a Clevelandellida és az Armophorida.

## Etimológia
Az Armophorea név feltehetően a latin arma, fegyver vagy armus, váll szóból származik. A név a Caenomorphidae családra utal, mely katonai sisakhoz hasonló morfológiájú, de vállhoz hasonló csavart megjelenése is van.

## Történet
Első leírt csoportjai a Caenomorphidae Poche 1913. Fajait korábban a Heterotrichea csoportba sorolták morfológiai hasonlóságai, például a sejtszáj körüli csillók sűrű elrendezése alapján. Azonban a szekvenálás és az azt felhasználó csoportosítási módszerek fejlődése számos élőlény, így a csillósok evolúciós kapcsolatainak átalakítását is maga után vonta. A Metopidát, a Clevelandellidát és az Armophoridát eleinte 18S rRNS-ük hasonlósága alapján sorolták ide a csillósok két riboosztálya egyikeként, azonban 2017-es elemzések szerint az Armophorida a másik két renddel nem feltétlenül rokon.
A csoportot 2004-ben írta le Lynn 18S rRNS alapján. 2019-ben Adl et al. a parafiletikus Metopidára, a Clevelandellidára és az Odontostomatidára osztották, 2 renden kívüli családja a Caenomorphidae és a Mylestomatidae.
Az Epalxellidae Epalxella faját 2007-ben Stoeck et al. a Plagiopylea rokonaként mutatták ki 18S rRNS-alapú filogenetika alapján, míg a Saprodiniumot tartalmazó Odontostomatida rendről 2018-ban Fernandes et al. kimutatták, hogy az Armophoreával rokon, de önálló osztályszintű taxonba tartozik.
2022-ben Pecina és Vďačný a 28S rRNS-t az Armophorea fajait a 18S rRNS-nél vagy az ITS-nél jobban megkülönböztető génként mutatták ki, 2023-ban igazolták Li et al., hogy az Armophorida az Armophorea tagja, és annak egyik rendjeként vagy az „APM” (Armophorea–Parablepharismea–Muranotrichea) osztályaként írták le, mely azonban parafiletikusnak bizonyult.

## Morfológia
Szomatikus dikinetidái vannak, energiaszerző sejtszervecskéi általában anaerob mitokondriumok vagy hidrogenoszómák, melyek mellett a citoplazmatikus endoszimbionta metanogének vannak. Kromoszómái erősen töredezettek, sejtszája általában pleurokinetális eredetű. A sejtek alakja változatos: a Metopidae elülső része balra csavart, az Apometopidae körte alakú vagy 
A Clevelandellida legtöbb faja makronukleusza karioforban van, míg a Metopida és a Caenomorphidae a perizonális kinetidák száma alapján különül el: előbbiben 6-nál kevesebb, utóbbiban 5-nél több van.

## Élőhely és ökológia
Szabadon élő fajai anoxiás vagy mikroaerob környezetben, az üledékben vagy a vízben élnek, ahol kevés oxigén van, vagy nincs oxigén. Így elterjedésük korlátozott, bár tengeri és édesvízi környezetben és szárazföldi üledékben világszerte megtalálhatók. A Clevelandellida szárazföldi és vízi állatok szimbiontáiként élnek azok emésztőrendszerében.
A legtöbb anaerob csillóshoz hasonlóan hidrogenoszóma található benne. Ez oxigén hiányában piruvát acetáttá és hidrogénné való fermentációjával termel energiát. Endoszimbionta metanogéneket tartalmaz a hidrogenoszómák mellett. Akár 10 000-et is tartalmazhat, és feltehetően a gazda növekedésében és anyagcseréjében játszhat szerepet. Feltehetően e szimbionták a fermentációval termelt hidrogént használják fel, kedvezőbb reakcióvá alakítva azt, és növelve energiatermelését. Tengeri fajai emellett endoszimbionta szulfátredukáló baktériumokkal is rendelkeznek, feltehetően a hidrogént a fermentáció metabolitjaként fogyasztó szereppel.
A metanogenezis jelentősen hozzájárulhat a szulfátgazdag anoxiás detritális üledékekben és vizekben, de ez a kevesebb csillóst tartalmazó homokos üledékekben csekély, de 2% feletti. Ezzel szemben a Clevelandellidának tulajdonítható az amerikai csótány által termelt metán 80%-a metanogén endoszimbiontái miatt.
A Clevelandellida egyes gerinceseknek is endoszimbiontája.

## Életciklus
Cisztaképzéssel élhetik túl a nem megfelelő körülményeket. Ez különösen a Clevelandellidának fontos, mivel könnyíti a gazdák közti átadást. Genomját jelentősen átdolgozza több ezer csak kódoló és nem transzlált szakaszokból és telomerekből álló egygénes kromoszómát adva.

## Filogenetika
A Metopida, annak Metopidae családja és Metopus nemzetsége, valamint a Nyctotherus nemzetség parafiletikus. A 28S rRNS első 2 doménje az Armophorea-fajok megkülönböztetésére alkalmasabb a belső átírt elválasztónál és a 18S rRNS-nél.
2010-ben Vďačný et al. a Litostomatea testvércsoportjaként írták le, ezzel szemben Li et al. 2023-ban kimutatták, hogy az önálló osztályként leírt Odontostomatea testvércsoportja.

## Evolúció
Az Armophorea utolsó közös őse feltehetően szabadon élő anaerob csillós volt.

## Fordítás
Ez a szócikk részben vagy egészben  az   Armophorea című angol Wikipédia-szócikk ezen változatának fordításán alapul.  Az eredeti cikk szerkesztőit annak laptörténete sorolja fel. Ez a jelzés csupán a megfogalmazás eredetét és a szerzői jogokat jelzi, nem szolgál a cikkben szereplő információk forrásmegjelöléseként.